# Antoine Rousseau
Pour les articles homonymes, voir Rousseau.
Antoine Rousseau, seigneur de Thelonne et de Givonne, né à Paris en 1678 et mort dans la même ville en 1749, était un marchand et financier français.

## Biographie
Baptisé en l'église Saint-Eustache à Paris, Antoine Rousseau, écuyer, seigneur de Thelonne et de Givonne, était le fils aîné d’un marchand de draps, Denis Rousseau (1640-1709), seigneur de Vaux-Fourché, lui-même échevin de Paris depuis 1684, député à la chambre de commerce, secrétaire du roi le 2 octobre 1702, et anobli comme marquis de Givonne, et de Marie-Angèle Le Brun (1651-1709).
Reprenant le commerce de son père à Paris, il fut chargé de faire prospérer la manufacture des draps noirs de Sedan. En effet, et depuis 1646, un privilège avait été donné à cette ville pour la confection de draps « façon de Hollande et d’Angleterre », habiles contrefaçons dont on s’enticha bien vite à cette époque. La manufacture royale du Dijonval, avait ainsi été créée pour l’occasion (notamment tenue par les Poupart de Neuflize et les Paignon-Dijonval), et bientôt rejointe par celle des « Gros-Chiens ». 
En 1688, grâce au privilège que lui a accordé Louvois, que Denis Rousseau, le père, s’était installé à Sedan, à l’entrée de la rue du Mesnil, dans un ensemble de bâtiments comprenant l’ancien hôtel construit en 1629 par Henri de Lambermont, maître de forges, et ceux de l’« Académie des Exercices », fermée depuis 1685. 
La manufacture des « Gros-Chiens » était née. Au décès de son père, Antoine part donc à Sedan pour reprendre l'affaire, après lui avoir succédé comme secrétaire greffier du Conseil d’État du roi, le 28 mars 1709. Il transforme bientôt les ateliers en une « Fabrique royale de draps privilégiée » dont il devient le directeur officiel en 17 décembre 1726 ; ceci grâce à une « confirmation et continuation des privilèges pour la manufacture de draps fins du fils de D. Rousseau à Sedan »...

### Les marques de la fortune d'Antoine Rousseau
En 1727, Antoine Rousseau est fait Chevalier de l’Ordre de Saint-Michel. Mais auparavant, il avait gonflé sa fortune grâce aux biens hérités de son père. Depuis le 30 juillet 1706, ce dernier avait acquis divers fiefs dont celui de Vaux-Fourché, près de Soissons, appartenant auparavant à l'oncle d'Antoine, Nicolas Rousseau. Après en avoir hérité, Antoine revend finalement les terres, le 15 mars 1717, à André Robert Lefevre d'Eaubonne par le biais d’Anne Marie de Vimieul, veuve de Jean Baptiste Regnault, « du dit fief de Vaux Fourché situé au village de Bucy sur Aisne plus les terres et héritages en roture appartenant au dit sieur Rousseau sis au dit Bucy ». 
Heureux en affaire, Antoine Rousseau entreprend de faire redécorer la désormais « cour des têtes » de son hôtel de Sedan, ouvrant sur les deux niveaux et les ailes en retours, initialement bâties par son père. 
Le 26 janvier 1726, il épouse Marie-Christine, l’une des filles de Pierre Tauziès, intendant des fortifications de Picardie, et d'Anne Pocquelin. Il en eut au moins une fille, Marie-Anne. 

C'est un peu après la mort de Marie-Christine, qu'Antoine convole en secondes noces avec Marie-Charlotte, fille aînée d'un marchand de draps parisien, Louis-Paul Boucher.

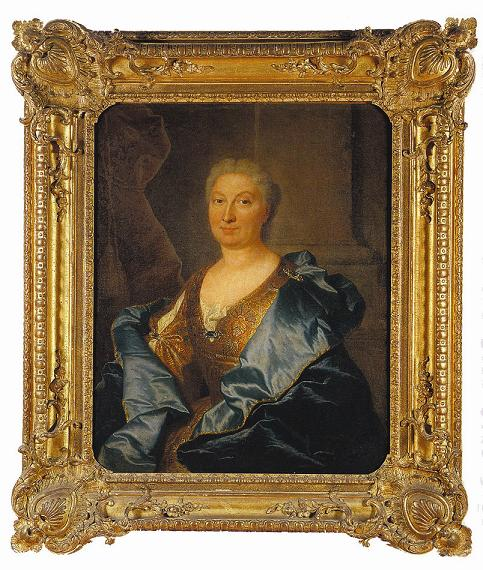
Portrait de Madame Rousseau par Hyacinthe Rigaud en 1737. Cadre anonyme de style Régence. Musée d'art Hyacinthe Rigaud Perpignan

Cette dernière se fait portraiturer par Hyacinthe Rigaud en 1737, en même temps que son époux.

## Iconographie
Antoine Rousseau sollicite Hyacinthe Rigaud en 1737, pour peindre le seul portrait que l'on connaisse de lui, ainsi que celui de sa femme. S'il ne paye « que » 600 livres chaque effigie (sur un modèle déjà utilisé par l'artiste), il investit dans deux magnifiques cadres de style régence ; lesquels ornent encore aujourd'hui les portraits.